# Koszalin Podgórze
Koszalin Podgórze – wąskotorowa towarowa stacja kolejowa w Koszalinie, w województwie zachodniopomorskim, w Polsce.